# 永康东站
永康东站位于浙江省金华市永康市前仓镇豆岭村，是金台铁路、金温货线上的车站。车站由金温铁道公司管辖，为办理货运业务的二等中间站。车站规模1400亩，其中货场占地996亩），设有正线2条，到发线5条，货物线11条、段管线5条，货场设有铁路作业区、仓储配送区、加工包装作业区、交易展示区和综合服务区等设施。金温公司机辆部在本站设有永康东折返所。
永康地区工业发达，但由于金温货线运能受限，制造目前多数依托公路外运，铁路运输仅占4%。随着金台铁路建设，永康市计划将既有金温货线永康站的客货运业务将外迁，其中客运外迁至永康南站，货运外迁至豆岭的永康东站，并通过枫山联络线和新碧联络线和旧线连接。永康东站将于2021年6月16日零时金温货线实施接驳作业后启用。